# Armando Palacios
Armando Palacios (... – Caracas, 31 maggio 2005) è stato un cestista venezuelano.

## Carriera
Con il Venezuela ha disputato tre edizioni dei Campionati americani (1988, 1989, 1992) e i Giochi panamericani di Caracas 1983.